# Боснія і Герцеговина на літніх Паралімпійських іграх 2008
Боснія і Герцеговина брала участь у літніх Паралімпійських іграх 2008 року у Пекіні (Китай), вчетверте за свою історію. Олімпійська збірна країни складалася з 15 спортсменів :14 чоловіків та 1 жінки. Спортсмени взяли участь у 3 видах спортивних змагань: з легкої атлетики, волейболу сидячи та стрільби. Прапороносцем на церемонії відкриття був волейболіст Сабахудин Делалич. Олімпійці Боснії і Герцеговини завоювали одну срібну медаль.